# Stadio Športni Park
Lo stadio Športni Park (in sloveno Športni park Nova Gorica) è un impianto sportivo della città slovena di Nova Gorica. Lo stadio ha una capienza di 3.066 posti a sedere ed ospita le partite interne dell'ND Gorica.

## Storia
Il campo fu costruito nel 1963, mentre la prima partita fu disputata nell'autunno di quello stesso anno. Nel 1977 fu costruita la prima tribuna in cemento per una capienza complessiva di 600 spettatori. La tribuna fu ampliata nel 1993.